# ستيفن بليني
ستيفن بليني (بالإنجليزية: Steven Blaney)‏ هو لاعب كرة قدم بريطاني، ولد في 24 مارس 1977 في Orsett ‏ في المملكة المتحدة. شارك مع منتخب ويلز تحت 21 سنة لكرة القدم. أما مع النوادي، فقد لعب مع نادي برينتفورد وهيبريدج سويفتس ووست هام يونايتد.

## وصلات خارجية
- ستيفن بليني على موقع Soccerbase.com (لاعب) (الإنجليزية)